# Plint (gimnàstica)
|  | Per a altres significats, vegeu «Plint». |

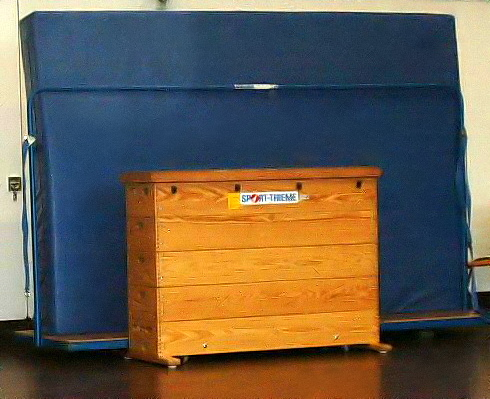
Plint o calaixos

Un plint, també anomenat calaixos, és un aparell gimnàstic consistent en diverses seccions de fusta, les quals, superposades, permeten de formar diferents alçades. El component superior és la tapa encoixinada, l'element inferior té rodes que es poden fixar.
La caixa s'utilitza més com a obstacle per saltar, però també es pot utilitzar com a rampa o porta.
La caixa es fa servir sovint com a part dels esports escolars.

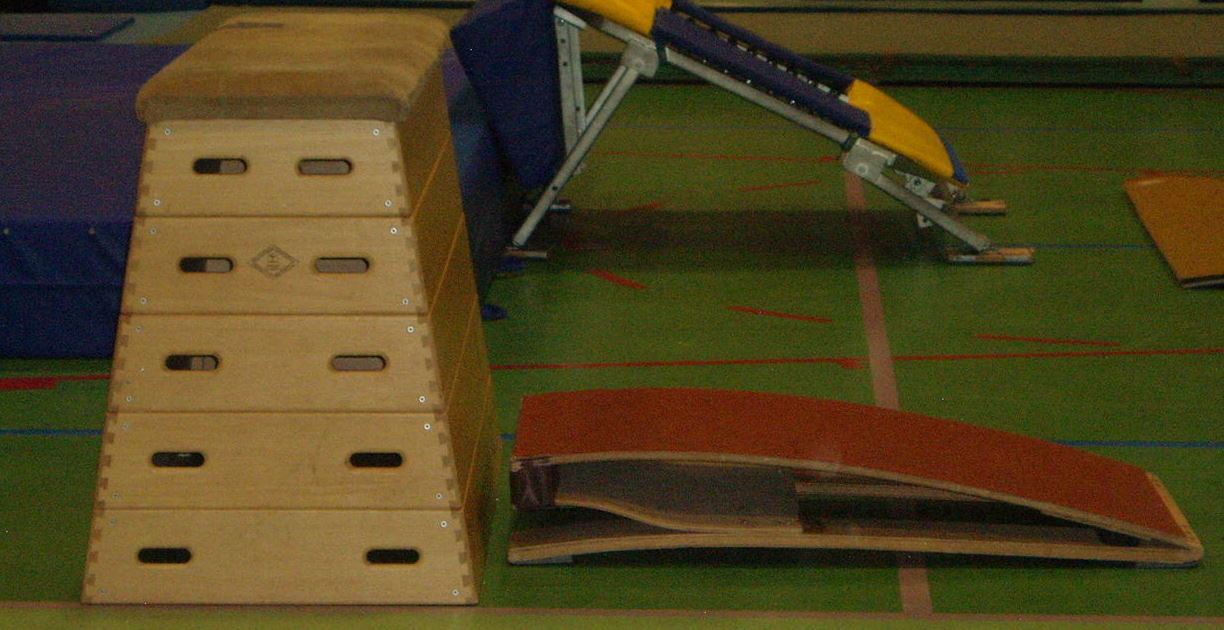
Plint en una classe de gimnàstica